# 天桥镇 (丰宁县)
天桥镇，是中华人民共和国河北省承德市丰宁满族自治县下辖的一个乡镇级行政单位。

## 行政区划
天桥镇下辖以下地区：
天桥村、龙潭村、下山嘴村、下方营村、五道沟门村、上方营村、辽东村、前沟门村和红旗营村。